# صبار نجمي شديد التسرر
صبار نجمي شديد التسرر (الاسم العلمي:Astrophytum perumbilicatum) هو نوع غير مؤكد من النباتات يتبع جنس الصبار النجمي من الفصيلة الصبارية.